# Himno nacional de Uruguay
El Himno Nacional de la República Oriental del Uruguay es uno de los símbolos nacionales, junto al escudo de armas, el pabellón y las banderas nacionales. Su letra fue declarada como himno por decreto el 8 de julio de 1833 y fue modificada a su forma definitiva a solicitud de su autor.

## Historia

### Letra
Uruguay nació a la vida independiente en 1828, cuando se firmó la Convención Preliminar de Paz entre Argentina y Brasil   con la mediación interesada económicamente de Reino Unido. El nuevo país no poseía símbolos nacionales: ni bandera, ni escudo, ni himno. El Gobernador Provisorio, José Rondeau, recibió entonces el ofrecimiento de Francisco Acuña de Figueroa de colaborar en la redacción de un himno y, para la Jura de la Constitución el 18 de julio de 1830, presentó un proyecto de Himno Nacional. Este fue aceptado, pero debió esperar tres años para convertirse en el oficial.

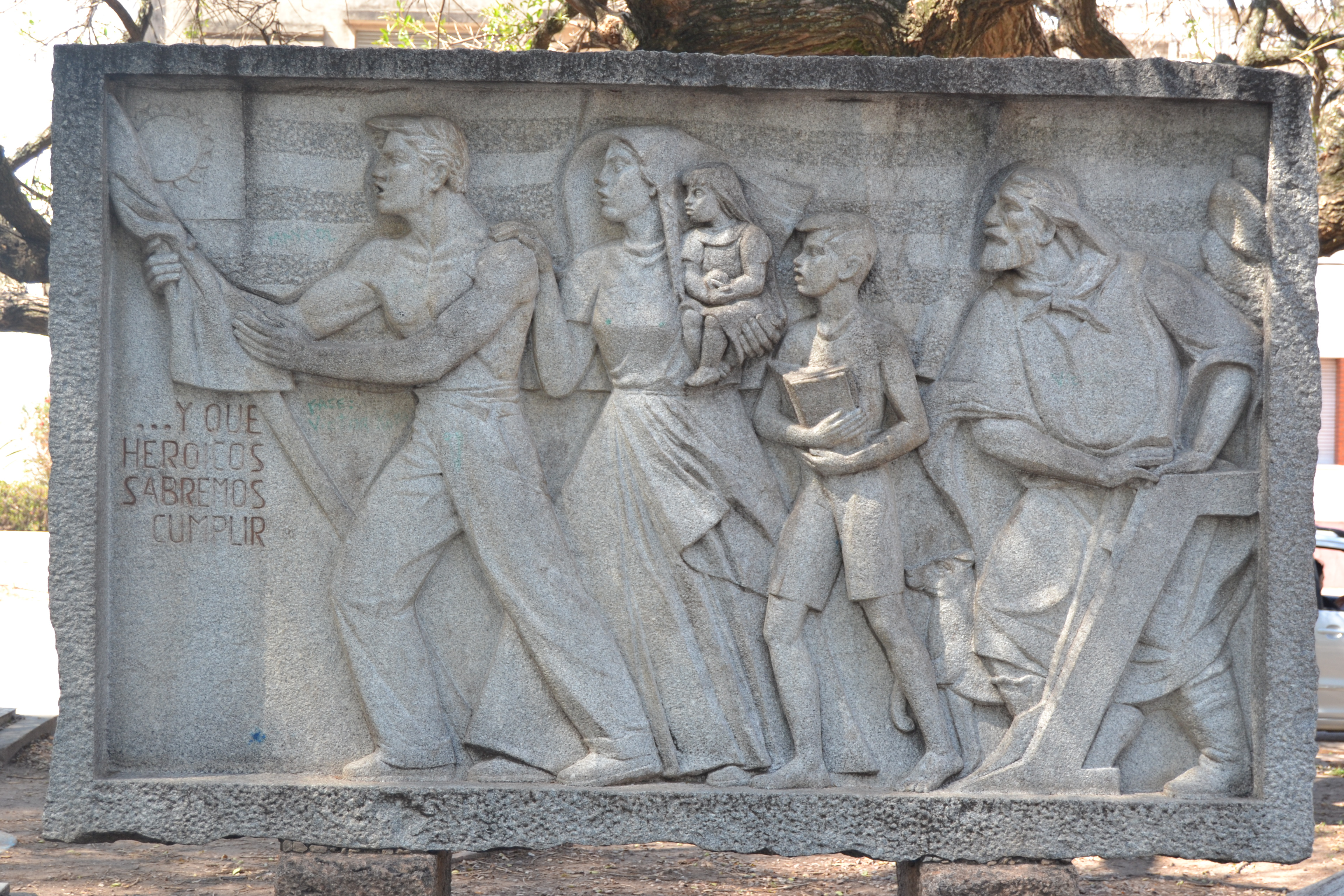
Monumento al Himno Nacional en Paysandú.

El himno fue presentado nuevamente por Francisco Acuña de Figueroa al gobierno del primer presidente, Fructuoso Rivera, que lo aprobó el 8 de julio de 1833. Si bien hubo consenso casi desde el principio de que la obra poética tendría ese carácter, algunos la ponían en tela de juicio debido a las violentas diatribas contra España, Portugal y Brasil que 
contenía. En el acto de gala en el Teatro San Felipe el 25 de mayo de 1833 se cantaron sus versos con música de Antonio Sáenz, pero cuando se ejecutó por primera vez como himno oficial, el 18 de julio del mismo año, la música era de Barros.
El 12 de julio de 1845 se aprobó una reforma en las estrofas, realizadas por el propio autor, que finalmente sería la versión definitiva. Francisco Acuña de Figueroa quitó las referencias más duras a España, Portugal y Brasil y agregó a la primera estrofa la frase «Tiranos, ¡temblad!», que posteriormente se haría célebre. La letra de la canción contiene 11 estrofas de 8 versos decasílabos cada una, a la que se agrega el estribillo de 4 versos. Actualmente de la misma solo se canta la primera estrofa y se repite dos veces el estribillo.
Francisco Acuña de Figueroa también es autor de la letra del Himno Nacional de Paraguay.
Himno Nacional de Uruguay

coro:
¡Orientales, la Patria o la Tumba!
¡Libertad o con gloria morir!
¡Es el voto que el alma pronuncia,
Y que heroicos sabremos cumplir!
¡Libertad, libertad, orientales!
Este grito a la Patria salvó
Que a sus bravos en fieras batallas
De entusiasmo sublime inflamó.
De este don sacrosanto la gloria
Merecimos ¡tiranos, temblad!
Libertad en la lid clamaremos,
Y muriendo, ¡también libertad!
coro-Orientales,etc.

Dominado la Iberia dos mundos
Ostentaba sus altivo poder,
Y a sus plantas cautivo yacía
El Oriente sin nombre ni ser;
Mas, repente sus hierros trozando
Ante el dogma que Mayo inspiró,
Entre libres, déspotas fieros,
Un abismo sin puente se vio.

coro-Orientales,etc.
Su trozada cadena por armas,
Por escudo su pecho en la lid,
De su arrojo soberbio temblaron
Los feudales campeones del Cid:
En los valles, montañas y selvas
Se acometen con muda altivez,
Retumbando con fiero estampido
Las cavernas y el cielo a la vez.
coro-Orientales,etc.

El estruendo que en torno resuena
De Atahualpa la tumba se abrió,
Y batiendo sañudo las palmas
Su esqueleto, ¡venganza! gritó:
Los patriotas el eco grandioso
Se electrizan en fuego marcial,
Y en su enseña más vivo relumbra
De los Incas el Dios inmortal.
coro-Orientales,etc.

Largo tiempo, con varia fortuna,
Batallaron liberto, y señor,
Disputando la tierra sangrienta
Palmo a palmo con ciego furor.
La justicia, por último, vence
Domeñando las iras de un Rey;
Y ante el mundo la Patria indomable
Inaugura su enseña, y su rey.
coro-Orientales,etc.

Orientales, mirad la bandera,
De heroísmo fulgente crisol;
Nuestras lanzas defienden su brillo,
¡Nadie insulte la imagen del sol!
De los fueros civiles el goce
Sostengamos; y el código fiel
Veneremos inmune y glorioso
Como el arca sagrada Israel.
coro-Orientales,etc.

Porque fuese más alta tu gloria,
Y brillasen tu precio y poder,
Tres diademas, ¡oh, Patria!, se vieron
Tu dominio gozar, y perder.
Libertad, libertad adorada,
¡Mucho cuestas, tesoro sin par!
Pero valen tus goces divinos
Esa sangre que riega tu altar.
coro-Orientales,etc.

Si a los pueblos un bárbaro agita,
Removiendo su extinto furor,
Fratricida discordia evitemos,
¡Diez mil tumbas recuerdan su horror!
Tempestades el Cielo fulmina,
maldiciones desciendan sobre él,
Y los libres adoren triunfante
de las leyes el rico joyel.
coro-Orientales,etc.

De laureles ornada brillando
La Amazona soberbia del Sud,
En su escudo de bronce reflejan
Fortaleza, justicia y virtud.
Ni enemigos le humillan la frente,
Ni opresores le imponen el pie:
Que en angustias selló su constancia
Y en bautismo de sangre su fe.
coro-Orientales,etc.

Festejando la gloria, y el día
De la nueva República el Sol,
Con vislumbres de púrpura y oro,
Engalana su hermoso arrebol.
Del Olimpo la bóveda augusta
Resplandece, y un ser divinal
Con estrellas escribe en los cielos,
Dulce Patria, tu nombre inmortal.
coro-Orientales,etc.

De las leyes el Numen juremos
Igualdad, patriotismo y unión,
Inmolando en sus aras divinas
Ciegos odios, y negra ambición.
Y hallarán los que fieros insulten
La grandeza del Pueblo Oriental,
Si enemigos, la lanza de Marte
Si tiranos, de Bruto el puñal.
coro-Orientales,etc.

### Música
Durante muchos años hubo polémica acerca de la autoría de la música del himno. El decreto que aprobó la música, del 26 de julio de 1848, atribuyó oficialmente la misma a Fernando José Quijano (1805-1871), militar, actor y músico aficionado. Según algunos contemporáneos, Quijano tocó la música del himno en su casa de calle Washington 244 entre Pérez Castellanos y Maciel ante un grupo de amigos, entre los que se contaban el propio Francisco Acuña de Figueroa, el poeta argentino José Mármol, Juan Manuel de la Sierra y otros.
Sin embargo, la música del himno es armónicamente compleja, con reminiscencias de Gaetano Donizetti y Gioacchino Rossini, elementos que hacen casi inverosímil que un músico aficionado haya sido su autor. No cabe duda de que en la partitura hubo una intervención decisiva de Francisco José Debali (Ferenc József Debály) (1793-1859), músico nacido en Hungría y educado en Italia, de sólida formación, que llegó a Montevideo en 1838 con el título de maestro de bandas militares del Piamonte. 
Actualmente existe cierto consenso en que Quijano habría esbozado la melodía y que Debali la habría orquestado y dado el carácter sinfónico, netamente rossiniano y operístico que la caracteriza. Sin embargo, de acuerdo a algunos autores, la melodía de las estrofas es muy similar al concertante del Prólogo de la ópera Lucrezia Borgia de Gaetano Donizetti. Esta se había estrenado en diciembre de 1833 en el teatro de La Scala de Milán, cuando aún Debali vivía en Italia. Se sostiene que es casi imposible que Quijano conociera la obra y, por tanto, no habría sido él quien esbozara la melodía.[cita requerida] Otras versiones afirman que Quijano ayudó a Debali a interpretar el texto y comprender el espíritu de la letra, por carecer del cabal dominio del español. En una carta publicada en la prensa en 1855, Debali expresó que Quijano “...tuvo efectivamente alguna parte en la composición de la música, porque él fue quien me hizo penetrar del espíritu del Himno, y en cierto modo del tono que debía asumir aquella”.
El himno con la música actual se ejecutó por primera vez el 18 de julio de 1845, en la Casa de Comedias de Montevideo, en plena Guerra Grande. Noventa años más tarde, el 20 de mayo de 1938, un nuevo decreto incorporó arreglos de Gerardo Grasso y Benone Calcavecchia. 
La música del himno paraguayo también es atribuida a Debali, aunque oficialmente, la autoría de la reconstrucción corresponde a Remberto Giménez. En 1934 se publicó el resultado de la encuesta realizada por el Instituto Paraguayo (Ateneo Paraguayo), que buscaba determinar el autor de la música. El gobierno, luego del dictamen de la comisión especialmente integrada para el efecto, declaró auténtica la versión reconstruida y presentada por Remberto Giménez.

### Trascendencia
Pese a haber sido creado en tiempos de guerra civil y por personajes todos vinculados al gobierno de la Defensa, el himno nacional penetró profundamente en el espíritu de los uruguayos y ha sido objeto de verdadero culto. Se toca en las efemérides patrias y en algunos espectáculos locales y nacionales y se les enseña a los niños que hay que cantarlo y escucharlo con máxima unción. El himno ha sido, además, empleado como canción de combate en épocas de eclipse de libertades. Eso sucedió durante todas las dictaduras que ha padecido el país, y aún en tiempos de gobiernos autoritarios.

## Ejecución
La ejecución del himno nacional está regulada, junto a la utilización de otros símbolos nacionales, por un decreto del 18 de febrero de 1952. Por el artículo 21 de dicho decreto, en la redacción modificativa dada por el decreto 273 del 26 de julio de 1995, se estableció que el himno nacional debe ejecutarse en todas las ceremonias oficiales de importancia y en todas las transmisiones radiales que se efectúen en días festivos. El literal B) del artículo 28 del mismo decreto preceptúa que el himno no podrá ejecutarse, cuando no comprenda la totalidad de la composición, salvo en los casos que el Poder Ejecutivo, por motivos fundados, acuerde autorizaciones generales o especiales al respecto.
Por decreto del 30 de abril de 2002 se estableció que el himno nacional debe ser ejecutado en su totalidad en las fechas patrias celebradas los días 19 de abril, 18 de mayo, 19 de junio, 18 de julio y 25 de agosto y en cualquier otra oportunidad que así lo disponga el Poder Ejecutivo.